# 延伸四號位

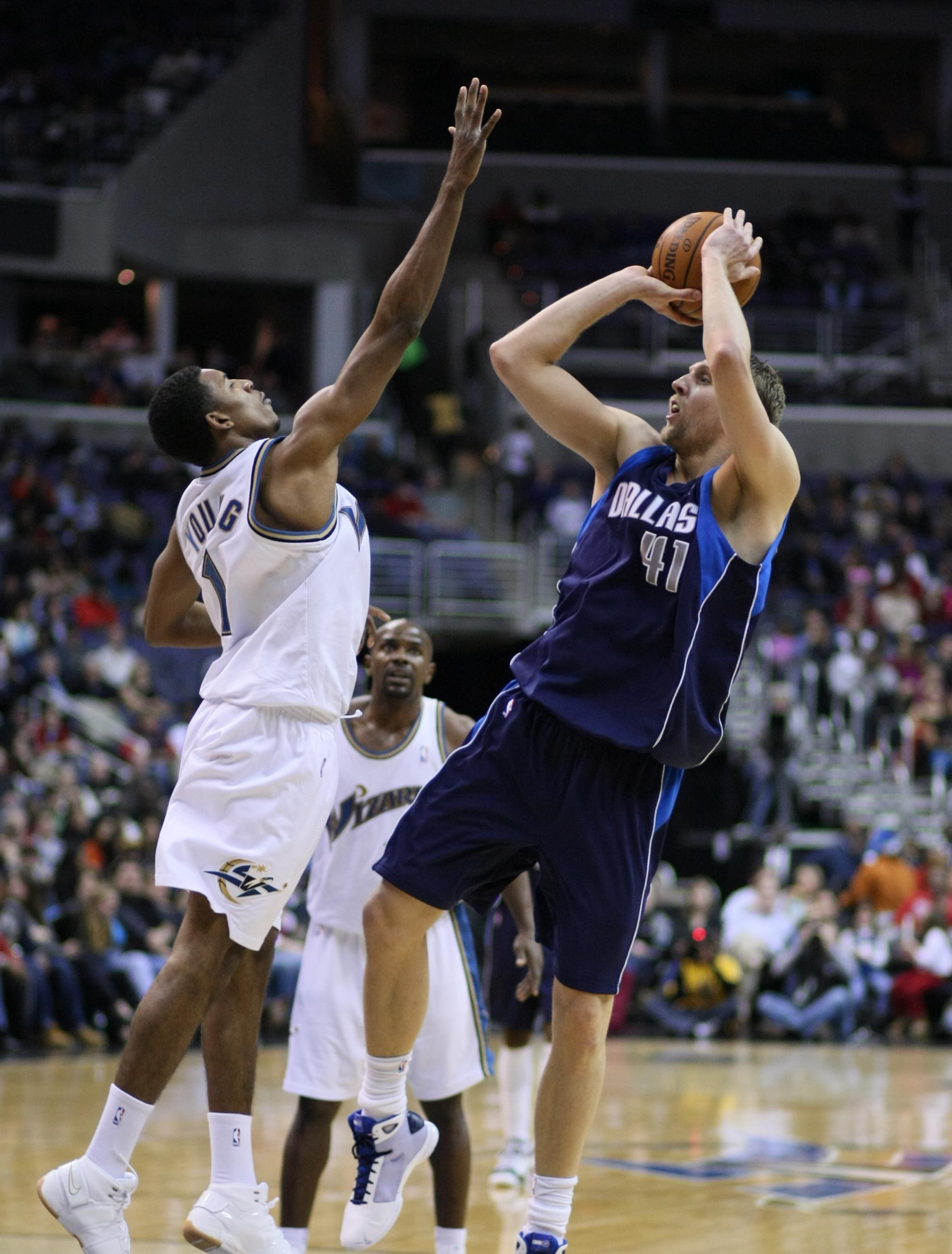
德克·诺维茨基，攝於2008年，其知名於作為7英尺的球員，能夠在外線投射

延伸四號位（英語：Stretch four）指主打大前鋒位置的球員，投射的距離與傳統的大前鋒相比更遠，並具有投射三分球的能力，因為大前鋒被稱作四號位，因此能夠投射距離更遠的大前鋒被稱作「延伸四號位」。